# 山形市立第五小学校
山形市立第五小学校（やまがたしりつ だいごしょうがっこう）は、山形県山形市にある公立小学校である。

## 概要
山形市の中心部のやや東から山形バイパス、県道山形停車場線付近のエリアが学区となり、学区内は山形大学小白川キャンパスが入っている。

## 沿革
- 1923年（大正12年）5月1日 - 山形市第五尋常小学校として開校
- 1925年（大正14年）4月1日 - 山形市立第五尋常高等小学校と改称（高等科併設）。
- 1941年（昭和16年）4月1日 - 国民学校令により山形市立第五国民学校改称。
- 1947年（昭和22年）4月1日 -  学制改革により山形市立第五小学校に改称。

## 学区
- あこや町、小姓町、小白川1丁目1～3、諏訪町、七日町4丁目1～4、七日町5丁目、東原町、松波1丁目、南原町1丁目1～9[1][2]

## 卒業後
- 第一中学校に進学する。

## 交通
- 東日本旅客鉄道（JR東日本）奥羽本線山形駅より徒歩25分。